# Marcos Andia
Jorge Marcos Andia Pizarro (Santa Cruz de la Sierra, 8 de febrero de 1988) es un futbolista boliviano. Juega como centrocampista y su actual equipo es Nacional Potosí de la Primera División de Bolivia.

## Clubes
| Club                   | País    | Año               |
| ---------------------- | ------- | ----------------- |
| Blooming               | Bolivia | 2010 - 2012       |
| Petrolero              | Bolivia | 2012 - 2013       |
| Blooming               | Bolivia | 2013 - 2014       |
| Petrolero              | Bolivia | 2014 - 2015       |
| Universitario de Sucre | Bolivia | 2015 - 2018       |
| Nacional Potosí        | Bolivia | 2019              |
| Guabirá                | Bolivia | 2020              |
| Palmaflor              | Bolivia | 2021              |
| Nacional Potosí        | Bolivia | 2021 - Actualidad |